# Norma UNE 166006
La Norma UNE 166006 és una norma UNE que defineix els requisits d'un sistema de vigilància tecnològica. Aquesta norma estableix, entre d'altres, els següents requisits:
- Documentació i registre dels procediments, troballes i altres aspectes rellevants per a la norma.
- Responsabilitat de la Direcció en el procés de vigilància tecnològica.
- Disponibilitat de recursos suficients i adequats.
- Establiment d'un procés de vigilància tecnològica consistent en tres fases:

1. identificació de les necessitats i fonts de informació;
2. cerca, tractament i validació de la informació; i
3. posada en valor de la mateixa.

- Accions preses en relació als resultats.
- Mesura, anàlisi i millora del procés.